# 239792 Hankakováčová
(239792) Hankakováčová, denumire internațională (239792) Hankakovacova, este un asteroid din centura principală de asteroizi.

## Descriere
239792 Hankakováčová este un asteroid din centura principală de asteroizi. A fost descoperit pe 9 martie 2010 la LightBuckets de T. Vorobjov. Asteroidul prezintă o orbită caracterizată de o semiaxă mare de 2,74 ua, o excentricitate de 0,09 și o înclinație de 1,7° în raport cu ecliptica.